# 特雷默尔
特雷默尔（法語：Trémeur，法語發音：[tʁemœʁ]）是法国阿摩尔滨海省的一个市镇，位于该省东部，属于迪南区。

## 地理
特雷默尔（48°20'51"N, 2°15'50"W）面积14.56 平方千米，位于法国布列塔尼大區阿摩尔滨海省，该省份为法国西北部沿海省份，位于布列塔尼半岛北部，北濒大西洋英吉利海峡，西接菲尼斯泰尔省，南至莫尔比昂省，东临伊勒-维莱讷省。
与特雷默尔接壤的市镇（或旧市镇、城区）包括：梅格里、布龙、塞维尼亚克、特雷迪亚。

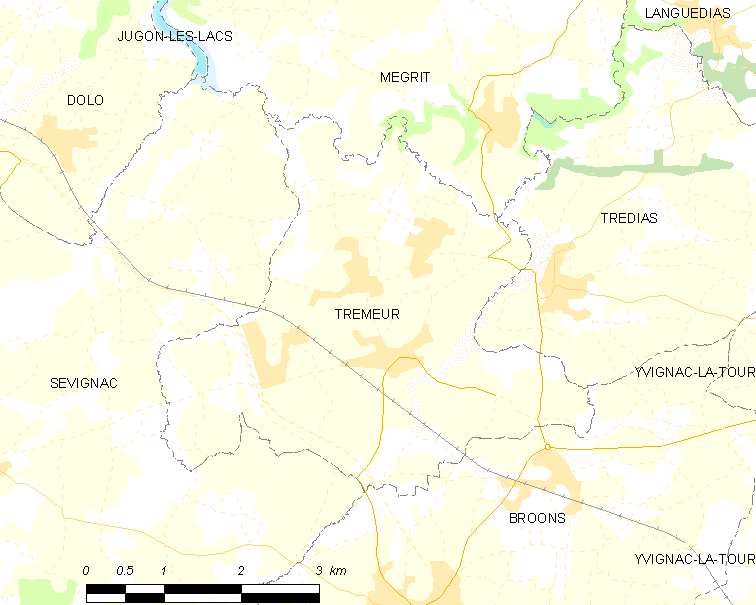
特雷默尔的OSM定位图

特雷默尔的时区为UTC+01:00、UTC+02:00（夏令时）。

## 行政
特雷默尔的邮政编码为22250，INSEE市镇编码为22369。

## 政治
特雷默尔所属的省级选区为布龙县。

## 人口

1962-2008年间特雷默尔人口变化图示

特雷默尔于2022年1月1日时的人口数量为806人。